# Andrew Imbrie
Andrew Welsh Imbrie (* 6. April 1921 in New York City; † 5. Dezember 2007 in Berkeley (Kalifornien)) war ein US-amerikanischer Komponist.
Imbrie studierte an der University of California in Berkeley und war Schüler von Leo Ornstein, Robert Casadesus und Roger Sessions. Von 1949 bis 1991 war er Professor an der University of California, Berkeley. Seit 1970 unterrichtete er auch am Konservatorium von San Francisco. 1969 wurde er in die American Academy of Arts and Letters und 1980 in die American Academy of Arts and Sciences gewählt.
Er komponierte eine Oper, drei Sinfonien, eine Kammersinfonie, ein Violinkonzert, eine Ballade und eine Legende für Orchester, Kammermusik, ein Requiem, eine Kantate, Proprien für Chor und Orgel und Lieder.

## Werke
- Angle of Repose, Oper
- Ballad in D, 1947
- On the Beach at Night, 1949
- Three Songs, 1949
- Concerto for Violin and Orchestra, 1954
- Legend, 1959
- Little Concerto for Piano, 1959
- Symphony No. 1, 1965
- Chamber Symphony, 1968
- Symphony No. 2, 1970
- Symphony No. 3, 1970
- Concerto for Cello and Orchestra, 1972
- Concerto for Piano No. 1, 1973
- Piano Concerto No. 2, 1974
- Concerto for Flute and Orchestra, 1977
- Requiem, 1984